# 卡溫頓 (印地安納州)
卡溫頓（英語：Covington）是一個位於美國印地安納州方廷縣的城市。根據2010年美國人口普查，該地人口為2645人，而該地的面積約為3.05平方千米。同時該地也是方廷縣的縣治。

## 地理
卡溫頓的座標為40°08′26″N 87°23′35″W / 40.14056°N 87.39306°W，而該地的平均海拔高度為172米（即564英尺）。